# サンタウン高の原

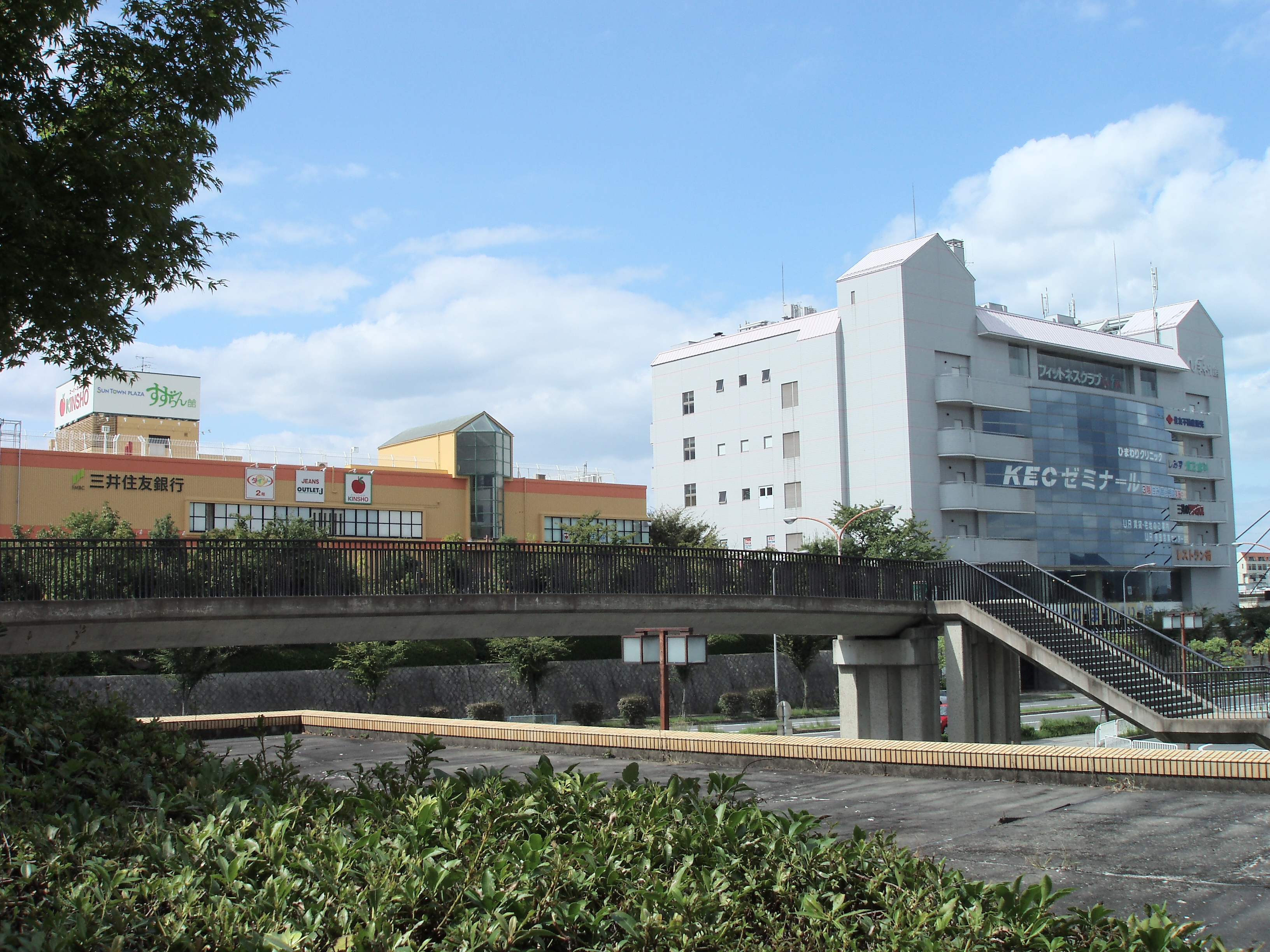
サンタウンプラザすずらん館（左）・ひまわり館（右）

サンタウン高の原(さんたうんたかのはら)は、平城・相楽ニュータウンのセンターゾーンに開業した、地域初の大型商業施設で、現在のサンタウンプラザすずらん館。以下の記事では周辺施設も含める。

## 概要
イオンモール高の原が一括借用している「サンタウンプラザこすもす館」、近鉄系のスーパーマーケットKINSHOが核店舗のショッピングセンター「サンタウンプラザすずらん館」、南都銀行などが入居するテナントビル「サンタウンプラザひまわり館」、そして「サンタウンアカデミー高の原」「ユニチカスイミングスクール」がある。サンタウンプラザこすもす館建設の際には、既存の「サンタウン高の原」は建物の改装及びフロアの整理などの大幅なリニューアルを施され、2006年（平成18年）4月1日に「サンタウンプラザすずらん館」としてリニューアルオープン。「サンタウンひまわり館」も2007年（平成19年）3月に「サンタウンプラザひまわり館」としてリニューアルオープンした。

## サンタウンプラザすずらん館
サンタウンプラザすずらん館は、スーパーマーケットKINSHOと専門店、そしてメディカルモール、銀行からなる低層型ショッピングセンター。平城・相楽ニュータウン初の大型商業施設で、ニュータウン性（大規模住宅開発地域）・コミュニティ性（地区中心機能センター）・ターミナル性（高の原駅、バスターミナル機能）・カーライフ性（道路網の整備地域、660台収容の駐車場）の諸特性をコンセプトとして兼ね備える
「サンタウン高の原」（略称:SUNTOWN）として1981年（昭和56年）11月28日に開業。テナントには、近商ストア高の原店と、アカシヤ、ミキハウス、たつみ書店、ミスタードーナツ高の原店などの40店の専門店、また飲食店と南都銀行平城支店、住友銀行平城支店が入居。また、店内と店外には休憩所やイベント会場としても使われるサンタウンサークル、サンタウン広場が、現在サンタウンプラザひまわり館がある位置には木造の船の形をした遊具などがあるサンタウンチビッコ広場が設けられた。その後、1991年（平成3年）に南西部分を増床し、近商ストアや専門店のフロアを拡張。2006年（平成18年）には長期休業・改装し、同年4月1日に「サンタウンプラザすずらん館」としてリニューアルオープンした。その際近商ストアは1階のみで食料品だけを扱う「スーパーマーケットKINSHO」として生まれ変わり、2階は専門店だけのフロアとなった。
また2007年（平成19年）には、「サンタウンプラザひまわり館」に移転した南都銀行平城支店跡がメディカルモールになり、2階専門店フロアも再び改装している。

### 沿革
- 1971年（昭和46年）8月12日 - 平城ニュータウン入居者の消費活動・娘楽文化活動などに応えるため官公庁・銀行・医療機関・サービス業を含む平城センター会社設立の構想が発表される[14]。
- 1974年（昭和49年）12月 - 平城ニュータウンセンター開発株式会社が設立される[15]。
  - 平城ニュータウンセンター開発株式会社によって「サンタウン高の原」が建設されることが決まる[4]。開業に当たって近商ストアは、大店法の申請と説明、商業調整協議会の協議と結審、開発申請と建設確認申請、設計と実施案の決定、内装工事とカラーコントロール、商圏内の宅訪キャンペーン等を行う[4]。
- 1981年（昭和56年）11月28日 -「サンタウン高の原」として開業[5]。イメージソングは下園弘明によってつくられた[16]。オープンする午前10時に芝谷平城ニュータウンセンター開発社長、松村近商ストア社長など7名がテープカットを行った[4]。この日の売上は6,700万円（うち近商ストアが4,200万円）[4]。
- 1981年（昭和56年）11月29日 - サンタウンサークルに人気タレントを招く[4]。この日の売上は8,300万円（うち近商ストアが5,300万円）[4]。
- 198x年（昭和xx年）- サンタウンチビッコ広場がリニューアル。子どもを乗せて走る汽車とゲーム機が入った黄緑と黄色のテントの建物が設置される。
- 1984年（昭和59年）11月 - 住友銀行が同一支店内の資金移動取引のみ、銀行のコンピュータとPOSシステムとをつないで資金決済を行う「バンクPOSサービス」を認める[17]。
- 1984年（昭和59年）12月 - 近商ストアの業務部設置に伴い、近商ストア高の原店でサービスカウンターでの宅配便・引越の取次、バス回数券・テレホンカードの販売、コピーサービス等を開始[4]。
- 1985年（昭和60年）12月10日 - 近商ストアと提携した住友銀行がバンクPOSサービス「カードショッピングサービス」を開始[4][17]。近商ストア高の原店売場の端末機（UNIPOS105）と近商ストアの事務所のストアコントローラー（UNIVACシリーズ8）、住友銀行のホストコンピューターを通信回線で結び、住友銀行平城店に普通預金口座を開いている約8,000人が近商ストア高の原店で買い物をした際に住友銀行のキャッシュカードで代金の決済ができるもので、銀行とショッピングセンターの提携によるキャッシュカードショッピングシステムとしては当時国内最大規模であった[4][17]。
- 1991年（平成3年）6月 - 増床のため休業。近商ストア学園前店までの無料送迎バスの運行開始。
- 1991年（平成3年）7月6日 - 物販面積を6,000m2から8.000m2に増床[3]。専門店の数が45店舗に増え、この年の売上額は100億円を突破した[3]。
- 19xx年 - 近商ストアがフードコートを近鉄観光レストラン営業部に譲渡。同営業部はサンタウンひまわり館のメルヘン、トラットリア・エルバイタリアーノも営業。
- 1992年 - ならファミリーのオープンに対抗するため、45の専門店にふれあいスタンプ制度を導入[18]。
- 1994年7月 - 京都府精華町の230世帯余りを対象に財団法人新世代通信網利用高度化協会（PNES）が始めた通信や放送を光ファイバーで家庭に提供する総合的なマルチメディアの実証実験にて、近商ストア高の原店のお買い得情報の配信が開始される[19]。
- 199x年 - サンタウンガーデン21「高の原モデルハウスランド」跡に「サンタウン北駐車場」（P4）開設。
- 200x年 - サンタウン北駐車場を拡張。
- 2003年（平成15年）6月 - 専用水道用の地下水浄化システムの工事を行う。
- 2005年（平成17年）- ふれあいスタンプに代わり、「ふれあいカード」が誕生。
- 2005年（平成17年）- パーク24が、サンタウン高の原からの独自に発行するハウスカード（ふれあいカード・近商カード）の付加価値を向上させたいという要望に応え、「TONIC」を連動させることでハウスカードを駐車場の退場時に駐車券とともに精算機器に差し込めば、施設利用がなくても一時間以内は料金を無料にするサービスの提供を始める[20][21]。
- 2005年（平成17年）11月-2006年（平成18年）2月 - BEMS導入工事を行う[22]。
- 2006年（平成18年）1月22日 - 近商ストアの2階部分が閉店[11]。
- 2006年（平成18年）1月23日 - 改装のため、近商ストアの食品売り場と一部の専門店を除いて休業[11]。
- 2006年（平成18年）4月1日 -「サンタウンプラザすずらん館」に改名してリニューアルオープンし、2階が専門店だけのフロアとなる。オープニングイベントとして、イメージソングとイメージモデルの募集などを行なった[23]。
- 2007年（平成19年）3月 - 近商ストアが専属スタッフによる宅配サービスを開始[24]。
- 2007年（平成19年）4月25日 - イオンモール高の原のソフトオープンに伴い、駐車場の自動車の入口が増設される。
- 2007年（平成19年）7月2日 - 近商ストアが奈良近鉄タクシーと提携し、5,000円以上購入の近商ストアカード会員を対象にタクシー初乗り運賃の半額割引サービスと運転手が荷物を玄関先まで運ぶポーターサービスとを合わせた「楽タク」サービスを試験的に開始。
- 2007年（平成19年）11月5日 - 南都銀行平城支店跡にメディカルモール開業[12]。
- 2007年（平成19年）12月 - 2階専門店フロアの改装工事が再び始まる[13]。
- 2008年（平成20年）4月24日 - 2階専門店フロアリニューアル。
- 2012年（平成24年）- 2階専門店を移動・新設・増床[25]。
- 2013年（平成25年）3月15日 -（仮称）サンタウンプラザひかり館建設に伴い、タイムズサンタウンプラザ南が営業終了。
- 2013年（平成25年）- サンタウンプラザ屋上駐車場の増設工事を行う。
- 2013年（平成25年）9月 - サンタウンプラザ立体駐車場（S造3階建、1,389m2）の基礎工事が完了[26]。
- 2013年（平成25年）12月上旬 - サンタウンプラザ立体駐車場が完成予定[25]。

### 主なテナント
- スーパーマーケットKINSHO高の原店

1-2階に店をかまえる総合スーパー「近商ストア高の原店」として開店。オープン前には周辺商圏への宅訪キャンペーンが行われた。衣料品・雑貨家庭用品も取り揃えた総合的な品揃えの中規模店は近商ストアでは初めてであり、衣料品を強化したことで近商ストアのイメージを変えることとなった。
（近商ストア高の原店開店当初のフロア構成）
- 食品部門 - 食品部門の強化と多様化戦略の推進を基調に大スーパーマーケットゾーンを中心として、銘店コーナーやデリカッセン、コンビニエンスフーズ、カフェテリア、インストアベーカリーなどのコーナーを設ける[4]。
- 住宅関連部門 - ダイニングキッチン・リビング用品を中心とした家庭用品の品揃えを強化、商圏内に圧倒的に多いニューファミリーを対象とするニューライフを演出する小粋なライフスタイを目指し、1階に日用雑貨とキッチンウェアブティック、2階にインテリア・家具・電化製品・スポーツ用品など[4]。
- 衣料品部門 - 婦人・子供・紳士洋品のファミリー志向、カジュアルファッション志向への対応をメインコンセプトにセルフコーナーを構成[4]。また、ハイイメージ・ハイクオリティを目指してアカシヤなどの婦人ファッション・子供服・メンズショップ・高級アクセサリーなどのインショップを展開[4]。

その後、1991年（平成3年）に食料品売り場を増床。2006年（平成18年）には、いそかわ、ジャスコ、ならコープ、平和堂、万代、ユーストア、ライフとの競合激化に対応するために3億円を投じてGMSからSSMに転換し、近商ストアの地域密着型店舗「近商プラス」では初のSSMとなる「スーパーマーケットKINSHO」としてリニューアル。同年3月31日にプレオープン、4月1日にグランドオープンした。また、2013年（平成25年）10月17日に近商ネットスーパー「楽ねっと便」の会員募集を開始。同年11月1日に配達を開始する予定である。
- 100YEN PLAZA ザ・ダイソーサンタウンすずらん館
- しまむら高の原店
- るあんすずらん
  - 奈良市つどいの広場ぷらんぷらん
  - 絵本図書館
  - 地域の広場
  - 多目的スペース
  - るあんアンテナショップ
- 京都銀行高の原支店

2004年（平成16年）4月21日、サンタウンガーデン21総合案内所跡に開業。京都銀行で初の奈良県内の有人店舗。
- 三井住友銀行平城支店

その他テナントはショップガイドを参照のこと。

## サンタウンプラザひまわり館
サンタウンプラザひまわり館は、コスパ高の原、南都銀行、医院、学習塾、事務所、飲食店が入居するテナントビル。
「サンタウンひまわり館」として1991年（平成3年）11月23日に開業。1階はT&Cプラザや飲食店などが、2階はレストラン街として飲食店7店舗が、4-5階はスポーツクラブが入居した。その後、2007年（平成19年）3月に「サンタウンプラザひまわり館」としてリニューアルオープン。それに伴い、1階のテナントや2階レストラン街などが閉店。空いたテナントには南都銀行や事務所などが移転開業した。

### 沿革
- 1991年（平成3年）11月23日 -「サンタウンひまわり館」として開業[34]。
- 1994年（平成6年）11月 -「KSPフィットネスクラブ」が開業[15]。
- 2002年（平成14年）7月 -「KSPフィットネスクラブ」が「フィットネスクラブ コ・ス・パ高の原」へ譲渡される[15]。
- 2003年（平成15年）6月 - 専用水道用の地下水浄化システムの工事を行う。
- 2007年（平成19年）3月 -「サンタウンプラザひまわり館」としてリニューアルオープン。

### テナント
- 南都銀行平城支店
- 中華料理 豚珍館高の原店
- 手羽先・串焼きテバス高の原店
- UR都市機構奈良営業センター
- UR都市機構管理業務受託者 財団法人住宅管理協会関西支部奈良住宅管理センター
- 住友不動産販売高の原支店
- 個別指導PS高の原教室
- 馬渕教室高の原校[35]
- 学研奈良乳腺クリニック
- オレンジ薬局高の原店
- しみず矯正歯科クリニック
- 高の原法律事務所
- ひまわりクリニック
- コ・ス・パ高の原

## サンタウンプラザこすもす館

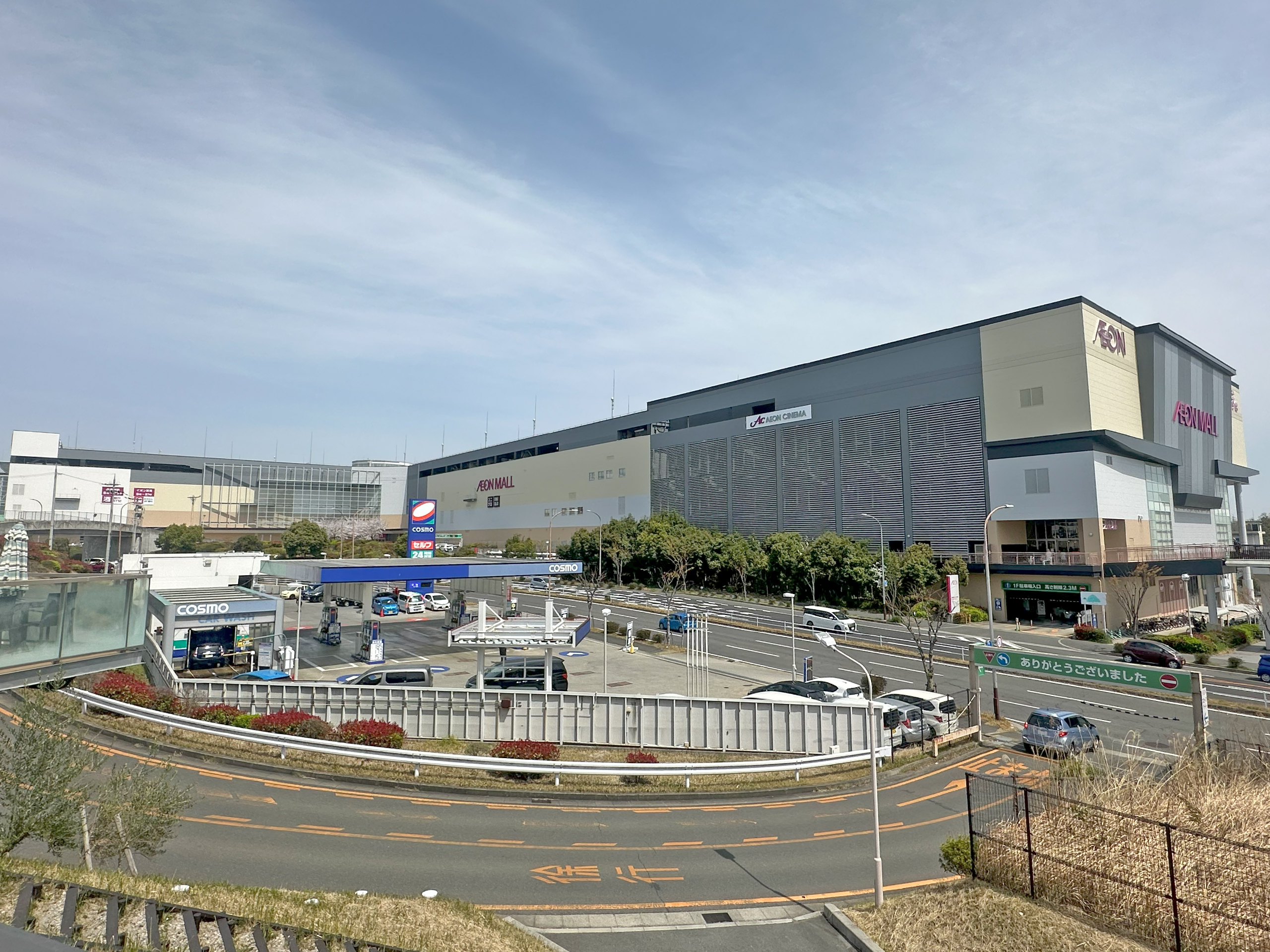
イオンモール高の原
正式名称は「サンタウンプラザこすもす館」を名乗っている。

サンタウンプラザこすもす館（イオンモール高の原）は、京都府木津川市相楽台一丁目に所在しイオンモールが運営するショッピングモールである。

## サンタウンプラザひかり館
サンタウンプラザひかり館は、家電量販店が入居するショッピングセンター。
2013年（平成25年）11月14日に開業。ケーズデンキ高の原店が一括で借用している。

### 沿革
- 2012年（平成24年）12月20日 - 奈良県に新設を届け出る[36]。
- 2013年（平成25年）1月15日 - 関西文化学術研究都市センターがサンタウンプラザひまわり館で大規模小売店舗立地法に基づく地元説明会を開催。
- 2013年（平成25年）3月15日 - 建設予定地のタイムズサンタウンプラザ南が営業終了。
- 2013年（平成25年）11月14日 - 開業[37]。

## サンタウンアカデミー高の原
サンタウンアカデミー高の原は、9コース49の講座が受けられる総合文化センター。
1983年（昭和58年）4月1日、サンタウン高の原開業前日に閉店した近商ストア平城店の建物に「サンタウンアカデミー文化教室」として開業。開業に当たって会員募集、講座編成、講師の手配、運営指導の業務は近商ストア計画部、商品部第二部門、宣伝課、近商ストア高の原店が受託。近鉄百貨店文化教室の協力を得て講座編成、講師の人選・依頼を進め、8コース35講座からスタートし、その後同年5月に4講座が追加された。施設は文化教室3教室、体育教室4教室、音楽教室1教室のほか、会議室と和室があり、地域の会議、集会にも提供されている。2010年には外壁を改装し、サンタウンアカデミー高の原と名称を変更した。
なお、一時期国際電気通信基礎技術研究所（ATR）によって、「ATR CALL 英語塾 for ジュニア」が開講されていた。これは一般的な英会話塾と違い、講師が指導するのではなく、ヘッドホンで聞いてコンピューターで学習するものとして注目された。

### 沿革
- 1983年（昭和58年）3月31日 - 近商ストアが業務を受託[4]。
- 1983年（昭和58年）4月1日 - 「サンタウンアカデミー文化教室」として開業[4]。
- 2010年（平城22年）- 外壁を改装し、サンタウンアカデミー高の原に名称を変更。

## サンタウンスイミングスクールユニチカ
サンタウンスイミングスクールユニチカは、ユニチカ系の会員制のスイミングスクール。
1988年（昭和63年）10月1日開業。屋内温水プール（25m×6コース）、更衣室、体操場、サウナ(女性用）、シャワールーム（女性用）、バス、トレーニングルーム、談話室、ギャラリー、レストルームがある。団地のセンター地区などで賃貸経営を行うユニチカ京都ファミリーセンターが運営している。

### 沿革
- 1974年（昭和49年）6月 - ユニチカ内に京都工場跡の再開発を目的とした都市開発事業部都市開発第一部が結成される[43]。
- 1976年（昭和51年）1月 - 都市開発事業部都市開発第一部が独立、「株式会社ユニチカ京都ファミリーセンター」が設立される[43]。ユニチカの経営状況の悪化から、再開発を予定していた用地の大部分は日本住宅公団に売却され、ユニチカ京都ファミリーセンターは日本住宅公団が造成する団地のセンター地区などで、商業施設賃貸経営やスイミングスクール経営を行うことになる[43]。
- 1988年（昭和63年）10月1日 - 開業[37]。

## 過去に存在した暫定施設
近鉄高の原駅北西部の敷地の暫定的な利用を図るため建設。イオン進出の計画が決定した2004年（平成16年）にその役目を終えた。

### サンタウンほっとスクェア
サンタウンほっとスクェアは、飲食店とコンビニエンスストア、公団事務所が入居していた商業施設。
1994年（平成6年）9月、東館と西館に分かれて開業。東館には「マルセル」「コーヒーレストランルミエール」、西館には「ローソン近鉄高の原駅前店」「海鮮火鍋エル」「カラオケエル」「スナックIZUMO」が入居した。その後、東館の2店舗は「カフェ&ベーカリーナガノ」「関西学研都市高の原駅前総合案内所（住宅・都市整備公団奈良案内所）」となり、西館の海鮮火鍋エル跡には「串楽高の原駅前店」が入居。さらに、カフェ&ベーカリーナガノは「楽楽厨房（後に窟高の原店に）」「相楽らぁめん」になった。
ちなみに、駅前歩道橋「ふれあい橋」につながるエスカレーターは車いすでも乗れるよう、数枚のステップをフラットに切替えられるようになっているが、乗り口のブザーが押された時の対応は奈良市から委託を受けたローソン近鉄高の原駅前店の店員が行っていた。
2004年（平成16年）9月30日までに全て閉店、その後解体された。
沿革
- 1994年（平成6年）9月 - 開業[15][48]。
- 1997年（平成9年）- 新たに住宅・都市整備公団奈良案内所が開設[55]。
- 2004年（平成16年）9月30日 - 最後のテナント「串楽高の原駅前店」が閉店。

### サンタウンガーデン21
サンタウンガーデン21は、住宅展示場「近鉄高の原モデルハウスランド」と「ITCテニススクール 高の原テニスクラブ」によって構成されていた施設。運営は関西文化学術研究都市センターが行っていた。
前身は、1986年（昭和61年）にサンタウンセンターが現在タイムズサンタウンプラザ西駐車場がある場所に開設した「近鉄高の原駅前サンタウン総合住宅展示場」。サンタウン高の原に近い側に大和団地、パナホーム阪奈、エス・バイ・エル、住友林業が、平城2号線・平城3号線に面する側に大和ハウス、東日本ハウス、大阪ミサワホーム、国土建設、クボタハウス、積水ハウス（木造）、積水ハウスのモデルハウスがあった。その後、同じサンタウンセンターが平城2号線・平城3号線を挟んだ京都府側にサンタウンガーデン21を設けてテニス場が開設され、続いて住宅展示場もサンタウンガーデン21に増設。近鉄高の原駅前サンタウン総合住宅展示場は撤去された。
近鉄高の原モデルハウスランドには、中央にセンターハウス、大和団地、ミサワホーム近畿が、またそれらを囲むように一条工務店、パナホーム阪奈（後にパナホーム近畿に）、京都パナホーム、積水ハウス、大和ハウス、日本電建、近鉄不動産住宅、住友林業のモデルハウスが展示され、後にヘーベルハウスも加わった。テニススクールは、砂入り人工芝コート6面とプロショップ、休憩所があった。専門指導者3人のもと、昼間部はテニススクール、夜間部は主に貸しコートとして使われた。
ちなみに、住宅展示場はフリーマーケット会場としても利用され、1999年（平成11年）10月から「なでしこふれあいマーケット協会」主催の「サンタウンガーデン21フリーマーケット」が毎月1回第四土曜日に開催されていた。
2004年（平成16年）7月31日に閉鎖、その後撤去。
沿革
- 199x年 - 高の原テニスクラブが開設。
- 199x年 - 高の原モデルハウスランドが開設。
- 2004年（平成16年）6月30日 - 高の原モデルハウスランドが閉鎖[56]。
- 2004年（平成16年）7月31日 - 高の原テニスクラブが閉鎖[56]。

## 交通アクセス

### 鉄道
- 高の原駅下車すぐ。

### バス
- 高の原駅前バスセンター下車すぐ。(奈良交通の路線バスが学園前駅、学研奈良登美ヶ丘駅、奈良駅及び平城・相楽ニュータウン各地から乗り入れる)

### 道路
- 宝来ランプ
- 山田川IC・木津IC

## 参照元
1. ↑  高の原駅前マップ (PDF)  - 関西文化学術研究都市センター
2. 1 2  作品一覧 - 桝谷設計
3. 1 2 3  サンタウン高の原会[リンク切れ] - 社団法人奈良市商店街復興会
4. 1 2 3 4 5 6 7 8 9 10 11 12 13 14 15 16 17 18 19 20 21 22 23 24  『近商ストア最近10年のあゆみ』近商ストア、1988年5月20日、NCID BN03496316
5. 1 2  「第三セクター式SC『サンタウン高の原』、きょう平城ニュータウン内にオープン」『日本経済新聞』1981年11月28日付、地方経済面近畿B
6. ↑  『近畿日本鉄道 創業80周年記念 最近10年のあゆみ』近畿日本鉄道、1990年10月1日、NCID BN08102644
7. ↑  たつみ書店
8. ↑  『奈良交通のあゆみ 発足50年記念』奈良交通、1994年3月31日、NCID BN11495352
9. ↑  「開店情報 ダスキンのミスタードーナツ瓢箪山店、高の原店、麻生店」『日経流通新聞』1981年11月23日付、第7面
10. ↑  南都銀行行史編纂室編『南都銀行五十年史』南都銀行、1985年6月30日、NCID BN00748616
11. 1 2 3  過去の情報一覧 - 関西文化学術都市センター
12. 1 2  「サンタウンプラザすずらん館に医院開業 (PDF) 」関西学研都市センター
13. 1 2  「2階改装のお知らせ (PDF) 」関西文化学術研究都市センター、2007年12月
14. ↑  高等学校1-C 稲田純、植田洋、木下雅敬、工藤幸宏、竹島康志、西浦弘望、山田善一、横井昌彦、「平城ニュータウン」の調査から「地理授業での野外調査の試みから」『研究紀要』第16巻、奈良女子大学、31-50頁、1974年。hdl:10935/2331。ISSN 03891704。CRID 1571135651910451584。
所収：寅貝和男「地理授業での野外調査の試みから」『研究紀要』第16巻、奈良女子大学、1974年、31-50頁、hdl:10935/2331、ISSN 03891704、NAID 110001033985。
15. 1 2 3 4  会社概要 - 関西文化学術研究都市センター
16. ↑  下園弘明オフィシャルサイト - アトムブラザーズ音楽出版
17. 1 2 3  住友銀行行史編纂委員会編『住友銀行百年史』住友銀行、1998年8月1日、NCID BA37302259
18. ↑  「ニュースプリズム『奈良ファミリー』開店 どうなる県内消費地図」『朝日新聞』1992年11月10日付朝刊、奈良1版
19. ↑  「マルチメディアが創る超流通市場（6）試行錯誤続ける実験都市 見えぬニーズ」『日経流通新聞』1995年2月21日付、第2面
20. ↑  「パーク24、商業施設のポイントカード、駐車料金割り引き」『日経MJ新聞』2005年10月3日付、第11面
21. ↑  「ANNUAL REPORT 2005 2005年10月期（Wayback Machine） (PDF) 」パーク24、2005年10月31日
22. ↑  平成17年度 住宅・建築物高効率エネルギーシステム導入促進事業（BEMS導入支援事業）事業成果 サンタウン高の原 BEMS導入工事 (PDF)  - 独立行政法人 新エネルギー・産業技術総合開発機構
23. ↑  サンタウンプラザ リニューアルオープン記念（Wayback Machine） - 関西文化学術研究都市センター
24. ↑  「宅配サービス」&「楽タクサービス」（平成19年8月） - 近鉄「楽・元気」生活
25. 1 2  関西文化学術研究都市センター株式会社
26. ↑  サンタウンプラザ立体駐車場 - 株式会社タケウチ建設
27. ↑  日本経済新聞社編『関西の中堅流通160社』日本経済新聞社、1985年10月22日、ISBN 9784532032173
28. ↑  日本経済新聞社編『関西の中堅流通170社』日本経済新聞社、1990年4月6日、ISBN 9784532032364
29. ↑  「近商ストア、『高の原店』をリニューアルオープン」『日本食糧新聞』2006年4月14日付、第4面
30. ↑  耳寄り情報（Wayback Machine） -スーパーマーケットKINSHO
31. ↑  近商ストア
32. ↑  「奈良県内初の有人店舗「京都銀行高の原支店」開店のお知らせ（Wayback Machine） (PDF) 」京都銀行、2004年2月2日
33. ↑  テナントビル　施工実績詳細 サンタウンひまわり館新築工事 - 中村建設
34. ↑  「学研都市、高の原駅前、複合ビル『ひまわり館』飲食・展示場が入居」『日本経済新聞』1991年11月2日付、地方経済面近畿B
35. ↑  “馬渕教室　高校受験コース｜高の原校”. kouju.mabuchi.co.jp. 2021年1月27日閲覧。
36. ↑  「大規模小売店舗の新設の届出に関する公告 (PDF) 」奈良県産業・雇用振興部商業振興課、2013年1月4日
37. 1 2  各商業施設紹介 平城・相楽 - 関西文化学術研究都市センター株式会社
38. ↑  「日本SGIとATRが小学校英語市場に参入 独自開発の英語学習支援システムを用いた『ATR CALL 英語塾』を開講」国際電気通信基礎技術研究所、2006年9月7日
39. ↑  「学研都市に生きて 都市開きから12年 VOL.4 教育」『毎日新聞』2006年11月19日付朝刊、京都版、第23面
40. 1 2  杉野圀明編『立命館大学人文科学研究所研究叢書8 関西学研都市の研究』有斐閣、1993年9月30日、ISBN 9784641099975
41. ↑  施設紹介 - サンタウン スイミングスクールユニチカ
42. ↑  サンタウン スイミングスクール ユニチカの料金・キャンペーン・クーポン等の情報 - スポーツ特集
43. 1 2 3  ユニチカ社史編集委員会編『ユニチカ百年史 下 (PDF) 』ユニチカ、1991年6月、NCID BN06607978
44. ↑  「高の原駅前に大型商業施設 来年着工に向け調整 イオン」『建設タイムズ』2004年6月24日付
45. ↑  民間建築ニュース「高の原駅前大型商業施設 造成は浅沼、主体工は今春に 平成17年度内のオープン目指す 5万3000m2の売り場面積 都市基盤整備公団・イオン」『建設タイムズ』2005年2月8日付
46. ↑  「高の原駅前に大型商業施設 来年5月頃に本体工着手 同年度内のオープン目指す 関西文化学術研究都市C・イオン」『建設タイムズ』2005年9月30日付
47. ↑  「近鉄高の原駅前に サンタウンコスモス館 大店立地法を提出 店舗面積は3万9950m2規模 関西文化学術研究都市センター」『建設タイムズ』2005年11月9日付
48. 1 2  平城ニュータウンのあゆみ編集委員会編『平城ニュータウンのあゆみ』奈良市、1997年3月、NCID BA30651850
49. ↑  『ゼンリン住宅地図'95 奈良市中心部』ゼンリン、1994年12月
50. ↑  串楽 高の原店（Wayback Machine） - ぐるなびレストラン関西版
51. ↑  楽楽厨房（Wayback Machine） - ぐるなびレストラン関西版
52. ↑  窟 高の原店（Wayback Machine）- ぐるなびレストラン関西版
53. ↑  相楽らぁめん（Wayback Machine） - ぐるなびラーメン
54. ↑  「高齢者や障害者 のんびり安心 だれでも散歩マップ 高の原地区 見どころ18カ所紹介 楽しめる1周3キロ あす集い」『朝日新聞』2001年11月30日付朝刊、奈良1版、第33面
55. ↑  住宅・都市整備公団史刊行事務局編『住宅・都市整備公団史 資料編』都市基盤整備公団、2000年9月、NCID BA48511997
56. 1 2 3  「大型商業施設建設を計画 関西文化学術研究都市センター 『平城相楽』NTに 『アルル』級、ジャスコを核に」『奈良新聞』2004年6月23日付、第4面
57. ↑  『ゼンリン住宅地図'93 奈良市中心部』ゼンリン、1992年12月
58. ↑  パナホーム近畿 奈良支店（Wayback Machine） - パナホーム近畿
59. ↑  『ゼンリン住宅地図 奈良市西部'01』ゼンリン、2000年9月
60. ↑  全国展示場ガイド 近畿（Wayback Machine） - 一条工務店
61. ↑  大和ハウス拠点一覧（Wayback Machine） - 大和ハウス
62. ↑  営業ネットワーク 近畿エリア（Wayback Machine） - 日本電建
63. ↑  ロングライフ住宅 ヘーベルハウス 京都府モデルハウス一覧（Wayback Machine） - 旭化成ホームズ
64. ↑  スクール 関西全域（Wayback Machine） - ITCテニススクール
65. ↑  なでしこふれあいマーケット協会 主催 協賛 運営協力 実績（Wayback Machine） - なでしこふれあいマーケット協会
66. ↑  インターネット版 フリーマーケット開催スケジュール 奈良県 (PDF)  - フリーマーケットガイド